# میدان نفتی اروند
میدان نفتی اروند، از میدان‌های نفتی ایران می‌باشد، که در استان خوزستان در فاصله ۵۰ کیلومتری جنوب آبادان و در منطقه اروندکنار و در دهانه اروند رود قرار گرفته است. ابعاد میدان ۴۲ در ۱۳ کیلومتر است. حجم نفت درجای این میدان نفتی در حدود ۱ میلیارد بشکه برآورد می‌شود، که با حصول  ضریب بازیافت ۱۵٪ درصدی، میزان نفت خام تجمعی قابل برداشت آن به ۱۵۰ میلیون بشکه می‌رسد. این میدان همچنین دارای بیش از ۱۴ میلیارد متر مکعب گاز خشک و ۵۵ میلیون بشکه میعانات گازی در مخزن خود می‌باشد. هم‌اکنون تولید میدان اروند ۲۰ هزار بشکه در روز می‌باشد، که از طریق خط لوله به پالایشگاه آبادان ارسال می‌شود.
میدان نفتی اروند از لایه فهلیان در مرداد ماه سال ۱۳۸۷ کشف شد. ساختمان حوضه نفتی اروند در ناحیه دزفول شمالی (دشت آزادگان) در مجاورت و به موازات خط مرزی ایران و عراق قرار گرفته است، که از میادین مشترک بشمار می‌آید. حفاری چاه اروند-۱ از سال ۱۳۸۵ تا ۱۳۸۷ به منظور ارزیابی پتانسیل هیدرو کربوری سازندهای گروه خامی و گروه بنگستان انجام شد. با انجام چهار چاه آزمایی در سازند فهلیان وجود نفت و گاز در فاصله ۴۲۳۲ تا ۴۲۹۲ متری از سازند فوق را نشان داد. مخزن فهلیان دارای نفت سبک با درجه API حدود ۴۴ می‌باشد. میدان نفتی اروند از میادین تحت مدیریت شرکت نفت و گاز اروندان می‌باشد، که توسعه آن به شرکت مهندسی و ساخت تاسیسات دریایی واگذار شده است.